# 阿尔甘达-德尔雷伊
阿尔甘达德尔雷，是西班牙马德里自治区的一个市镇。总面积80平方公里，总人口33432人（2001年），人口密度418人/平方公里。